# 指定小児慢性特定疾病医療機関
指定小児慢性特定疾病医療機関（していしょうにまんせいとくていしっぺいいりょうきかん）とは、児童福祉法に基づく小児慢性特定疾病患者の医療費助成の対象となる医療機関である。

## 要件
- 保険医療機関（病院・診療所・保険薬局・指定訪問看護事業者）であること[1]。
- 専門医師の配置、設備の状況からみて、小児慢性特定疾病に係る医療の実施につき十分な能力を有する医療機関であること[1]。

## 指定の更新
- 6年毎の更新性[1]

## 指定小児慢性特定疾病医療機関の責務等
- 指定小児慢性特定疾病医療機関は、厚生労働大臣の定めるところにより、良質かつ適切な小児慢性特定疾病医療支援を行わなければならない[2]。
- 指定小児慢性特定疾病医療機関は、小児慢性特定疾病医療支援の実施に関し、知事の指導を受けなければならない[2]。